# Alfred Beyl
Alfred Beyl (* 1. April 1886 in Pesmes; † 8. Juli 1977 in Nevers) war ein französischer Radsportler, der auf Bahn und Straße aktiv war.

## Leben
1910 wurde Alfred Beyl zweifacher französischer Amateurmeister, im Zeitfahren sowie im Sprint; beim Grand Prix de Paris wurde er Dritter. Im Jahr zuvor hatte er bei Paris–Tours Platz 20 belegt, 1912 wurde er 41. bei Paris–Roubaix. Anschließend scheint er mehrere Jahre nicht aktiv gewesen zu sein, mutmaßlich auch aufgrund des Ersten Weltkriegs.
Anfang der 1920er Jahre kehrte Beyl auf die Radrennbahn zurück und startete als Profi bei Sechstagerennen: 1922 belegte er bei den Sixjours in Paris gemeinsam mit Louis Billard Rang drei, 1925 gewann er mit Piet van Kempen. 1928 bestritt er das Sechstagerennen von Saint-Étienne und wurde mit Jean Cugnot Dritter.
Alfred Beyl war der Vater von Jean Beyl († 2008), dem Begründer des Unternehmens LOOK, das heute Fahrradkomponenten produziert. Der Sohn erfand 1948 die erste Form einer Skibindung und erwarb weitere Patente.